# Иоаким (Парр)
Архимандри́т Иоаки́м (англ. Archimandrite Joachim, в миру Джон Гэри Парр, англ. John Gary Parr; род. 17 апреля 1943, Окленд, Калифорния) — запрещённый в священнослужении клирик Русской православной церкви, миссионер; настоятель монастыря Марии Египетской (1995—2016) в Нью-Йорке.

## Биография
Родился 17 апреля 1943 года в Окленде, Калифорния.
Обучался в Мелькитской семинарии в городе Ньютоне, штат Массачусетс (1985—1986), в Свято-Тихоновской семинарии в Саут-Кэйнане, штат Пенсильвания (1986—1987), курс не окончил.
В 1986 году перешёл в православие, присоединившись к Православной церкви в Америке.
В 1987 году архиепископом Нью-Йоркским и Нью-Джерсийским Петром (Л’Юилье) пострижен в монашество с именем Иоаким.
В том же году перешёл в юрисдикцию Церкви истинно-православных христиан Греции (Флоринитский синод), рукоположён в иеродиакона и иеромонаха митрополитом Американским Паисием (Лулургасом), впоследствии перешедшим в Константинопольскую православную церковь, где был заново рукоположён во диакона, священника и епископа (1998), а в 2012 году извержен из священного сана.
Затем (по разным данным — в 1989, 1990 или 1993) году Иоаким (Парр) перешёл в юрисдикцию Русской зарубежной церкви и был принят в священническом сане без повторного рукоположения, несмотря на то, что Русская зарубежная церковь по крайней мере с 1978 года не имела церковного общения с той группой греческих старостильников, к которой принадлежал Паисий (Лулургас).
На Архиерейском соборе РПЦЗ в октябре 2000 года был назначен директором отдела внешних церковных связей. По собственному признанию, когда он обратился к иерархам Зарубежной церкви с просьбой очертить круг обязанностей, которые включает новая работа, полученный ответ был таков, что их нет и нужно было их придумать самому — «чему я в дальнейшем и следовал». Выступал за нормализацию отношений с Московским патриархатом.
В 2001 году после посещения России и встреч с патриархом Московским и всея Руси Алексием II и митрополитом Смоленским и Калининградским Кириллом был запрещён в священнослужении. В том же году был принят в состав Патриарших приходов в США.
В апреле 2007 года решением Архиерейского синода Русской зарубежной церкви ранее наложенное запрещение было снято в связи с предстоящим подписанием Акта о каноническом общении.
В 2009 году епископом Зарайским Меркурием (Ивановым) был возведён в сан архимандрита.
К середине 2010 годов, кроме дома в Нью-Йорке, в котором долгое время располагался монастырь, а сейчас находится его подворье, возглавляемому архимандритом Иоакимом монастырю принадлежал обширный участок земли в Тредвелл, штат Нью-Йорк, где в 2008 году основана Спасская пустынь, обустроена церковь, келейные и гостиничные корпуса.
В 2010-х годах путешествовал по России, Украине и Белоруссии с миссионерскими выступлениями.
22 сентября 2016 года указом управляющего Патриаршими приходами в США епископа Иоанна (Рощина) (к настоящему времени уволенного на покой) запрещён в священнослужении на три года «на основании 120 правила Номоканона — раскрытие тайны исповеди и нарушение священнической присяги».
Был неоднократно обвинён в фальсификации фактов своей биографии, злоупотреблении доверием прихожан и неподобающих методах духовного руководства.